# Dešov

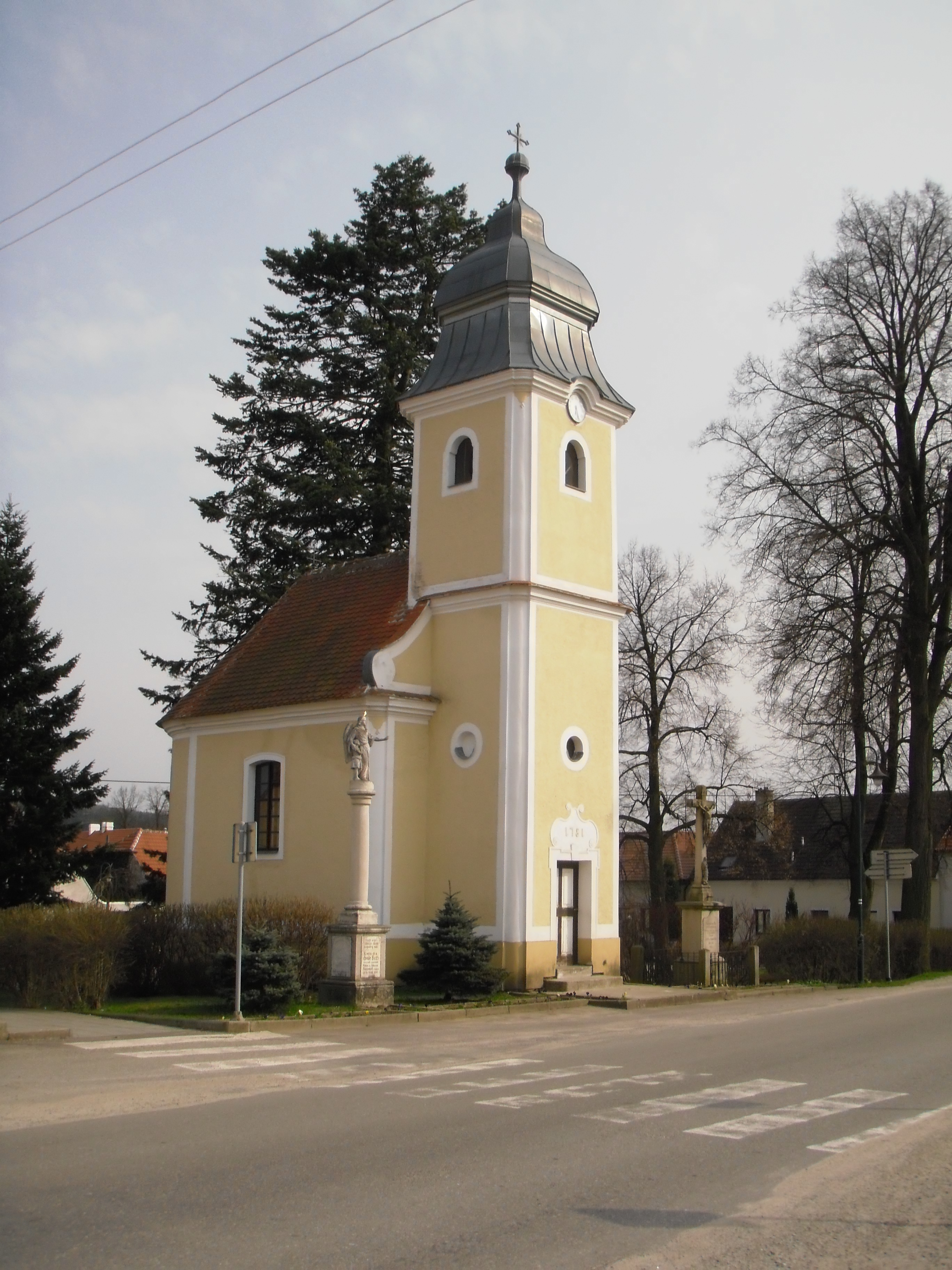
Kapelle der Schmerzhaften Jungfrau Maria in Dešov

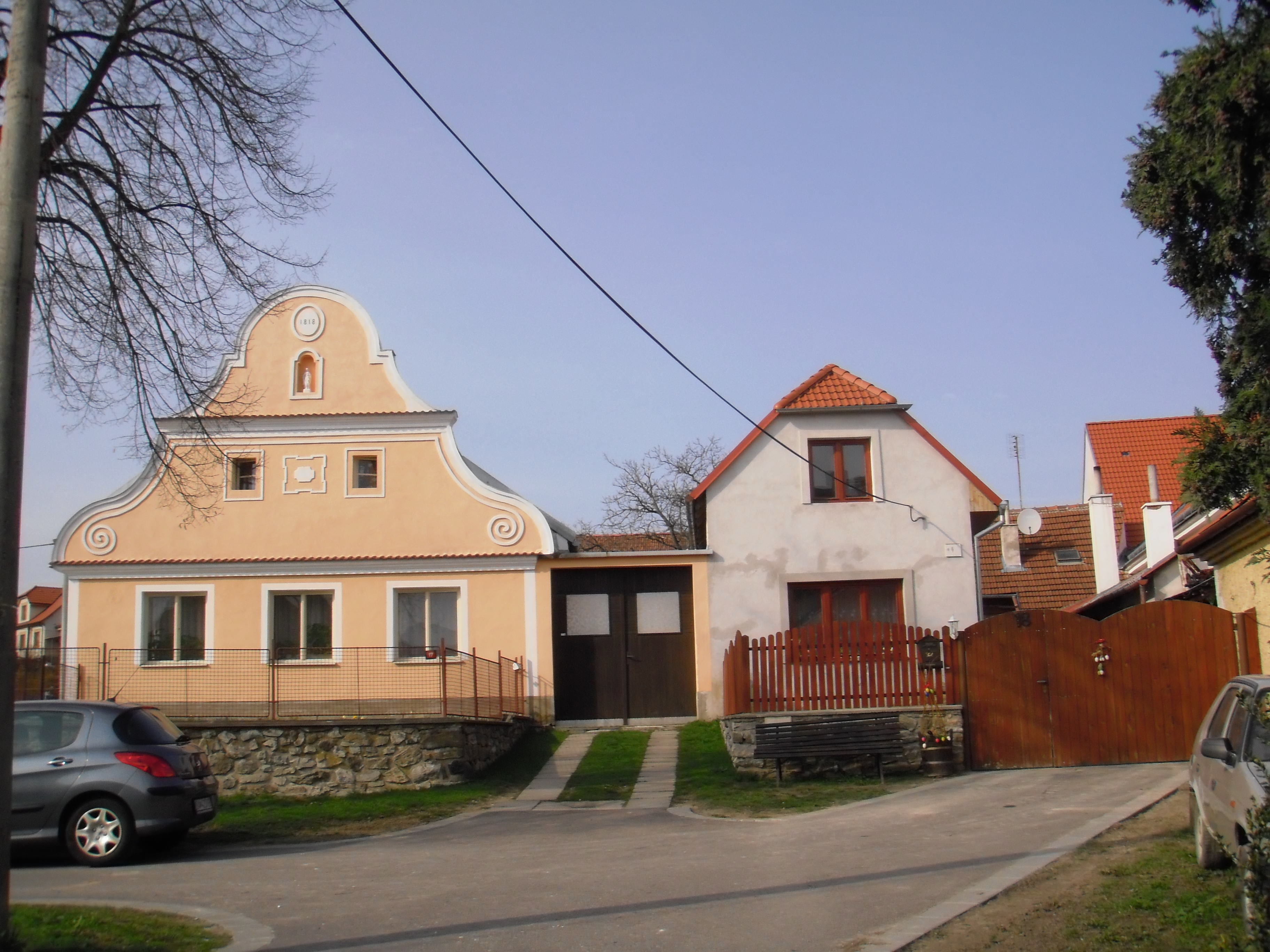
Haus Nr. 3 in Dešov

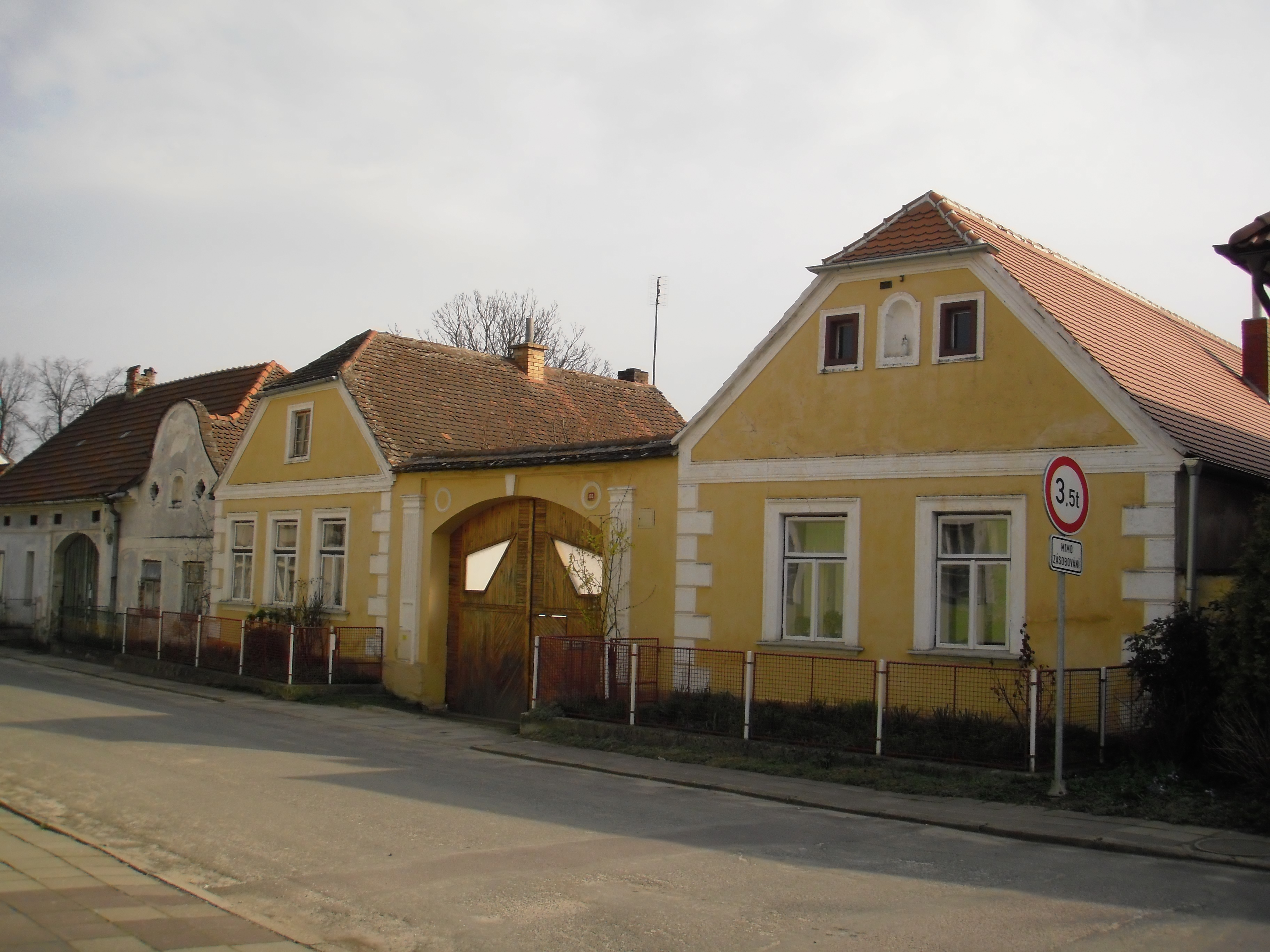
Haus Nr. 2 in Dešov

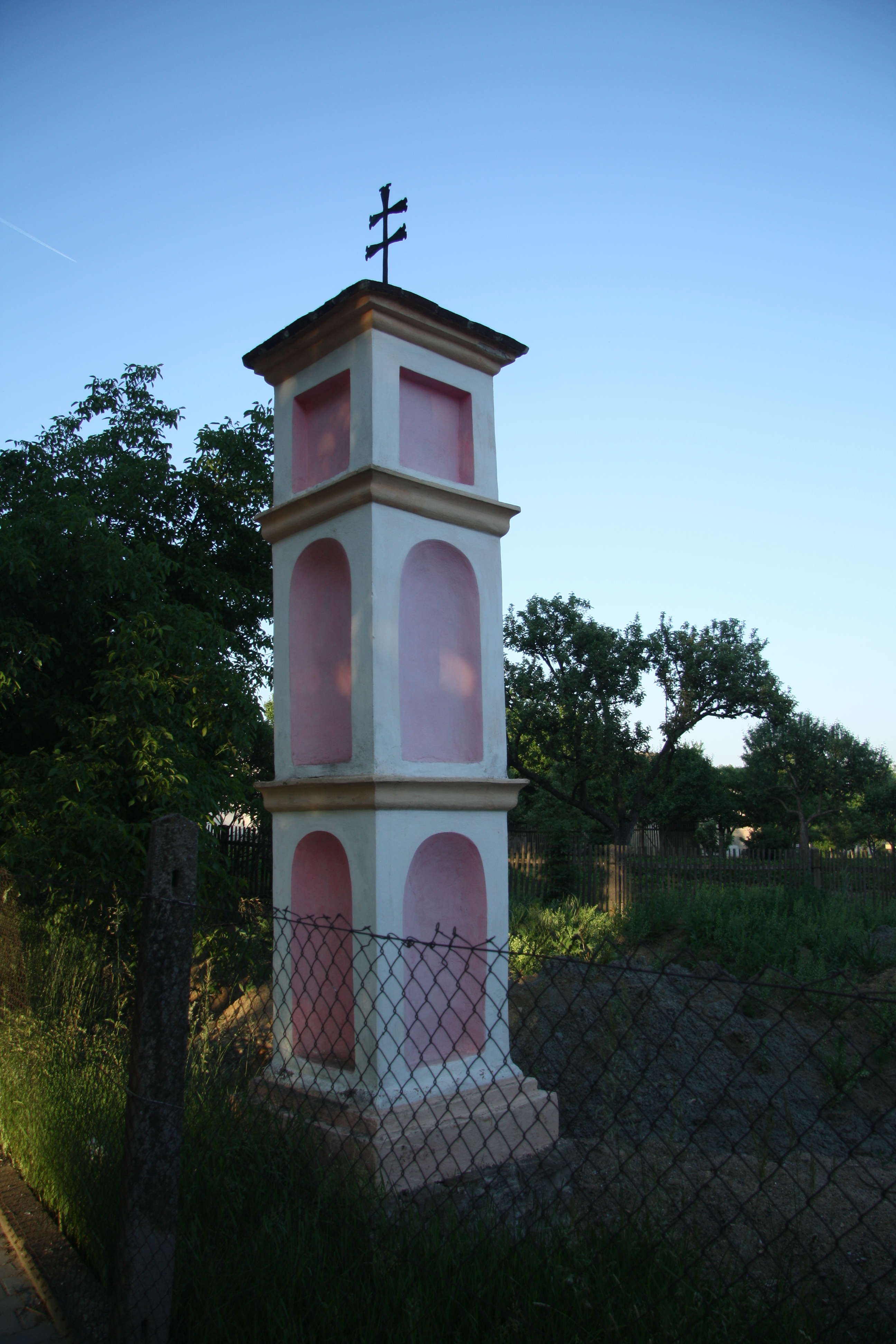
Bildstock in Dešov

Dešov (deutsch Deschau, auch Groß Deschau) ist eine Gemeinde in Tschechien. Sie liegt 13 Kilometer südöstlich von Jemnice und gehört zum Okres Třebíč.

## Geographie
Dešov befindet sich rechtsseitig über dem Tal des Baches Dešovský potok (Deschauer Bach) in der Dešovská pahorkatina (Deschauer Hügelland). Gegen Osten im Tal liegen die Teiche Starák und Vlčák. Nördlich erhebt sich der Vykáň (502 m n.m.), im Nordosten die Horka (521 m n.m.), südöstlich die Skalka (560 m n.m.) und die Suchá hora (571 m n.m.), im Süden der Kulatý kopec (460 m n.m.), südwestlich die Lopata (465 m n.m.) sowie im Westen der Petrův kopec (482 m n.m.). In Dešov kreuzen sich die Staatsstraßen II/411 zwischen Moravské Budějovice und Uherčice und II/408 zwischen Jemnice und Šumná.
Nachbarorte sind Velký Újezd und Kojatice im Norden, Spetice, Na Čihadle, Nové Syrovice, Láz und Častohostice im Nordosten, Blížkovice, Ctidružice und Dvůr Augustov im Osten, Černá Blata, Zálesí und Chvalatice im Südosten, Popelná, Bítov, Zblovice und Vysočany im Süden, Svobodův Mlýn, Malý Dešov und Kostníky im Südwesten, Kdousov und Dobrá Voda im Westen sowie Mladoňovice, Hornice und Třebelovice im Nordwesten.

## Geschichte
Die Gegend war um 900 von Slawen, die dem Stamm der Lovatici (Lovětici) zugeordnet werden, besiedelt. In dieser Zeit entstanden die Burgstätten Vysočany und Hornice.
Die erste schriftliche Erwähnung von Dešov stammt von 1345. Im Jahre 1398 gehörten Velký Dešov und Malý Dešov dem Vladiken Vršek von Zdessova. Sein Sitz war die Feste Zdessova, die an der Stelle des Hauses Nr. 18 in Velký Dešov gestanden war. Ihm folgte ab 1416 Martin von Dešov, der sich nach seinem Sitz auf dem Hof Doubravický bei Malý Dešov auch Martin von Doubravá nannte. Der Hof Doubravický mit einer hölzernen Feste brannte wahrscheinlich während der Hussitenkriege nieder. Im Jahre 1446 war Niklas von Dešov Besitzer des Gutes. Während des Böhmisch-ungarischen Krieges wurde die Gegend erneut verwüstet, dabei erlosch auch das in der Nähe von Malý Dešov gelegene Dorf Vosmoruby. Zu Beginn des 16. Jahrhunderts starb das Vladikengeschlecht von Dešov aus.
Um 1510 erwarben die Herren Bítovský von Lichtenburg Velký Dešov und Malý Dešov als Lehn und schlugen beide Dörfer ihrer Herrschaft Bítov zu. Zur Wiederbesiedlung der verödeten Dörfer überließen sie Land emphyteutisch an neue Siedler. In Velký Dešov wurden so acht und in Malý Dešov sieben Anwesen wiederbesiedelt. Unterhalb der beiden Dörfer wurden in dieser Zeit im Tal des Dešovský potok die Teiche Velký rybník und Malý rybník angelegt. Auf Gesuch des Heinrich Bítovský von Lichtenburg entließ König Ladislaus Jagiello wenig später beide Dörfer aus dem Lehn und übertrug sie ihm erblich. Mitte des 16. Jahrhunderts bestanden auf den Fluren von Velký Dešov und Malý Dešov mehrere Teiche mit einer Fläche von insgesamt 10 ha. Im Jahre 1572 wurden Velký Dešov und Malý Dešov von der Anfallsverpflichtung befreit.
Nach Aussterben des Bítover Familienzweiges der Lichtenburger (Bítovský z Lichtenburka) fiel die Herrschaft 1572 Burian Bítovský von Lichtenburgs Tochter Ludmilla zu, die sie 1576 Wolf Strein von Schwarzenau-Hartenstein übereignete. Im Jahre 1612 verkaufte dieser die Herrschaft Bítov an Friedrich Jankowsky von Wlaschim (Bedřich Jankovský z Vlašimě). Während des Dreißigjährigen Krieges wurde die Gegend von schwedischen Truppen geplündert und verwüstet. 1736 erbten die Grafen von Daun die Herrschaft. 1763 wurde in Velký Dešov der Schulunterricht aufgenommen, bis 1795 unterrichtete der Lehrer aus Velký Újezd die Kinder in einem angemieteten Raum.
Während des Hungerjahres 1770 untersagte die Herrschaft Vöttau per Dekret die Hutung an den Hängen linksseitig des Deschauer Baches und ließ diese roden. Anstelle des Hutewaldes entstanden so in Hanglage am Znojemský kopec auf den Fluren Dubiny, Bejlí, U Doubí, Kopaniny und Svobody wenig fruchtbare Felder, die unter den Chalupnern aufgeteilt wurden. Die Besitzer der Freifelder (Svobody) wurden auf drei Jahre von Abgaben und Robot freigestellt. Am 19. Mai 1775 verweigerten die Bewohner von Velký Dešov und Malý Dešov der Herrschaft Vöttau die Robot. Die Anführer der Rebellion, Matěj Moltaš, Pavel und Mates Prokeš sowie Matěj Šlápota wurden vom Znaimer Kreishauptmann Kaltschmidt von Eisenberg am 24. Mai nach Znaim bestellt und dort gefangenen genommen. Auf Gesuch des Grafen von Daun erschien der Kreishauptmann am 6. Juli 1775 mit zwei Hundertschaften auf der Burg Vöttau, was jedoch die Aufständischen wenig beeindruckte. Am 30. Juli wurde den Anführern Pavel Prokeš und Jan Šlápota auf der Burg Vöttau der Prozess gemacht und diese zu 25 Peitschenhieben verurteilt; später wurde die Strafe in 857 Tage Robot umgewandelt. Trotz der Niederschlagung des Bauernaufstandes in der Herrschaft Vöttau breitete sich die Rebellion binnen kurzer Zeit in ganz Mähren aus.
Nach dem Theresianischen Kataster gehörten 2282,4 Metzen von Velký Dešov und Malý Dešov zur Herrschaft Vöttau und 336 Metzen zur Herrschaft Kdousov. Dem von beiden Herrschaften gemeinschaftlichen bewirtschafteten obrigkeitlichem Meierhof Malý Dešov waren 33 Bauern und sechs Halbhüfner aus beiden Dörfern robotpflichtig. Das älteste Ortssiegel von Malý Dešov zeigt einen storchähnlichen Vogel mit der Umschrift DORF KLEIN DESCHAV; das Siegel von Velký Dešov zeigt eine rosenähnliche Blume mit der Umschrift DIEDINA WELKEG DESSOW. 1779 wurde die Kapelle der Schmerzhaften Mutter Gottes errichtet. Im Jahre 1795 wurde das Schulhaus fertiggestellt.
Im Jahre 1834 bestand das an der Straße von Znaim nach Jamnitz gelegene Dorf Groß Deschau bzw. Dešow Welky aus 62 Häusern mit 458 Einwohnern. Im Ort gab es eine Kapelle, in der zweimal jährliche Messen gelesen wurden; eine Schule für die Kinder aus Groß Deschau und Klein Deschau sowie ein Wirtshaus und ein obrigkeitliches Jägerhaus. Pfarrort war Groß Augezd. Bis zur Mitte des 19. Jahrhunderts blieb Groß Deschau der Allodialherrschaft Vöttau untertänig.
Nach der Aufhebung der Patrimonialherrschaften bildete Velký Dešov / Groß Deschau ab 1849 mit dem Ortsteil Malý Dešov eine Gemeinde im Gerichtsbezirk Frain. Zu dieser Zeit entstand eine Ziegelei. Da die Schule inzwischen zu klein geworden war, wurde 1867 die ehemalige Ausspanne zur Schule umgebaut; die alte Schule diente fortan als Armenhaus. 1868 wurde die Gemeinde Teil des Bezirkes Znaim. Im Jahre 1874 wurde Velký Dešov dem Gerichtsbezirk Mährisch Budwitz zugeordnet. 1894 wurde in Velký Dešov eine Freiwillige Feuerwehr gegründet. Ab 1896 gehörte die Gemeinde zum neu gebildeten Bezirk Mährisch Budwitz. In den Jahren 1898 und 1908 wurde das Schulgebäude erweitert. Nach dem Ersten Weltkrieg zerfiel der Vielvölkerstaat Österreich-Ungarn, Velký Dešov wurde 1918 Teil der neu gebildeten Tschechoslowakischen Republik. Malý Dešov löste sich im Jahre 1919 von Velký Dešov los und bildete eine eigene Gemeinde. 1960 wurden die Gemeinden Velký Dešov und Malý Dešov zu einer Gemeinde Dešov zusammengeschlossen. Diese wurde im selben Jahre im Zuge der Aufhebung des Okres Moravské Budějovice dem Okres Třebíč zugeordnet. Von 1976 bis 1990 waren Hornice, Velký Újezd und Kojatice eingemeindet. Der Ortskern von Dešov wurde 1995 zum dörflichen Denkmalschutzgebiet erklärt.

## Gemeindegliederung
Für die Gemeinde Dešov sind keine Ortsteile ausgewiesen. Grundsiedlungseinheiten sind Dešov (bis 1960 Velký Dešov, deutsch Groß Deschau) und Malý Dešov (Klein Deschau). Zu Dešov gehört außerdem die Einschicht Černá Blata.
Das Gemeindegebiet gliedert sich in die Katastralbezirke Malý Dešov und Velký Dešov.

## Söhne und Töchter der Gemeinde
- Antonín Pešl (1891–1942), Journalist, Mitgründer der Tschechoslowakischen Legion und Widerstandskämpfer, am 22. Dezember 1942 in Berlin-Plötzensee hingerichtet.

## Sehenswürdigkeiten
- Ortskern von Dešov, er wurde 1995 als erhaltenes Volksarchitektur-Ensemble zum dörflichen Denkmalschutzgebiet erflärt
- Kapelle der Schmerzhaften Mutter Gottes in Dešov, erbaut 1779–1781
- Bildstock im Garten des Hauses Nr. 121 in Dešov
- Bildstock im Wald am alten Weg von Malý Dešov nach Bítov
- Nischenkapelle am Ortsausgang von Dešov, an der Straße nach Bítov
- Kapelle des hl. Josef auf dem Dorfplatz von Malý Dešov
- Slawische Burgstätte Vysočany, zu Ehren von Jaroslav Palliardi als Palliardiho hradisko bezeichnet, südwestlich von Dešov auf einem Sporn über dem Želetavkatal
- Slawische Burgstätte Hornice, westlich von Dešov auf einem Sporn über dem Bihankatal
- Naturdenkmal „Černá blata“
- Naturreservat „Suchá hora“